# 芋俵
『芋俵』（いもだわら）は、古典落語の演目。泥棒の一味が一人を俵に詰め、盗みに入る家に置いて俵に入った者に手引きをさせようとしたところ、家の者が俵を探って中にいた泥棒が屁を放つという内容。
狂言の『柑子俵』がストーリーの起源になっており（柑子商人との約束を破った者が子どもを詰めた俵を商人に
渡し、商人が声に気付いて俵を開くと出てきた子どもが商人を脅す内容）、落ち（サゲ）の放屁の箇所は安永2年（1776年）刊の噺本『聞上手』に収録された「芋屁」（芋売りが芋の値段を負けて売るところを見た別の人間がそこで放屁して芋売りが「商いの邪魔をなされますな」と言う内容）にその形が見える。また、人を忍ばせたものを人家に預けて盗みの手引きを企てる要素は、元禄5年（1692年）の『噺かのこ』第5巻「盗人智略の事」にある（大晦日に泥棒が一味を入れた長持ちを商家に預けたが、夜中に人が入っているのに気付いた下女が夜も寝ずに待ち、夜明けになって店の者に捕らえさせたという内容）。
上方落語では『聞上手』収録の話と同じ『芋屁』（いもへ）の題で演じられる。

## あらすじ
二人の盗賊が、とある大店に盗みに入る相談をしていた。
「どうだい、ここは芋俵を使ってやろうじゃねえか。」「どうすんだ。」「なあに、芋を入れるんじゃねえ。芋の代わりに人を入れて、その店へかついでいくんだ。」「ほう。」「で、何か忘れ物でもしたとか言って『少々、ご面倒様ですが、この芋俵預かっちゃあくれませんか。後で取りに参りますんで。』とかいうんだよ。」「それで」「そうして、わざと芋俵を家に置いておく。夜になってもまさか外に置いとくわけにもいかねえ。家ン中にしまう。で、みんなが寝入った頃を見はらかって、俵から出てきた奴が閂をはずして、おいらが入るって寸法さ。どうでえ。」「…なるほどオ。こいつあうめえこと考えやがったなあ。…だが、それじゃあ、俵に入るのがいるなあ。」「そうさなあ。…」
そこで、二人は与太郎を仲間に引き入れ、俵の中に入れてしまう。計画通りに俵を家の中に入れたまではよかったが、あろうまいことか、店の小僧が、俵を逆さまに置いてしまう。与太郎「…あれ。こまったなあ。上得逆さまだあ。動けねえ。おいおい。何とかしてくれ。」とこぼしている内、とうとう夜が来て店がしまう。そこへさっきの小僧と下女が「晩飯食べそこねてて腹がすいちゃったねえ。」「あ、昼間預かっていた芋俵がある。」「そうだ。一つや二つ食べたってかまやしねえだろう。」と、俵の中に手を入れてきた。「何だか生温かいねえ。焼き芋かもしれねえ。」「ちょいと、何だか柔らかいよ。腐ってるんじゃないだろうねえ。」
たまらないのは与太郎で。
「おい。そう、お尻を撫ぜ廻さないでおくれ…あ、手が股ぐらに入ってきやがった、あはは、くすぐったくていけねえ…」
と我慢しようと力んだはずみに放屁。
「ああ、気の早いお芋だ。」

## バリエーション
武藤禎夫が『定本 落語三百題』で紹介しているあらすじでは、泥棒は当初から三人組で、与太郎を使うという下りは登場しない。

## 演じた落語家
4代目柳家小さんと弟子の5代目柳家小さんが得意とした。4代目小さんが人形町末廣で演じた時は、淡々とした語り口で、客があまりうけないままサゲになってしまったが、小さんが高座を退いた後、果たして客席からじわりと笑いがおこりだし、しまいにはみんな笑い出して次の演者が高座に上がれなくなり、居合わせた弟子の5代目小さんは「こうやってあとから笑いをとるのが、真の落語なんだ。」と感心した。